# Evan Spiegel
Evan Thomas Spiegel, född 4 juni 1990 i Los Angeles, är en amerikansk entreprenör och medgrundare till applikationen Snapchat. Den 24 september 2016 bytte företaget Snapchat Inc. namn till Snap Inc, där han numera (2017) är VD.

## Biografi
Applikationen var från början tänkt som ett skolprojekt som han tillsammans med skolkamraten Reggie Brown (och senare Bobby Murphy) började arbeta med under sin tid på Stanford. Många menar att Spiegel var hjärnan bakom själva idén med Snapchat men att Bobby Murphy var den som kunde programmera tillräckligt bra för att förverkliga den, varför han också erbjöds en roll i företaget. I februari 2013 stämdes Spiegel av kollegan och skolkamraten Reggie Brown som ansåg sig snuvad på sin del av företaget. Spiegel och Murphy beskrev honom som något av en "praktikant" som aldrig riktigt hade någon medverkan i företagets tillväxt men som istället försökte göra anspråk på applikationen när den blev lönsam.
Sedan 2017 är han gift med fotomodellen Miranda Kerr, de har två barn tillsammans. I september 2023 blev det känt att ett tredje barn är på väg.
Spiegel äger en superyacht med namnet Bliss.